# Valangin

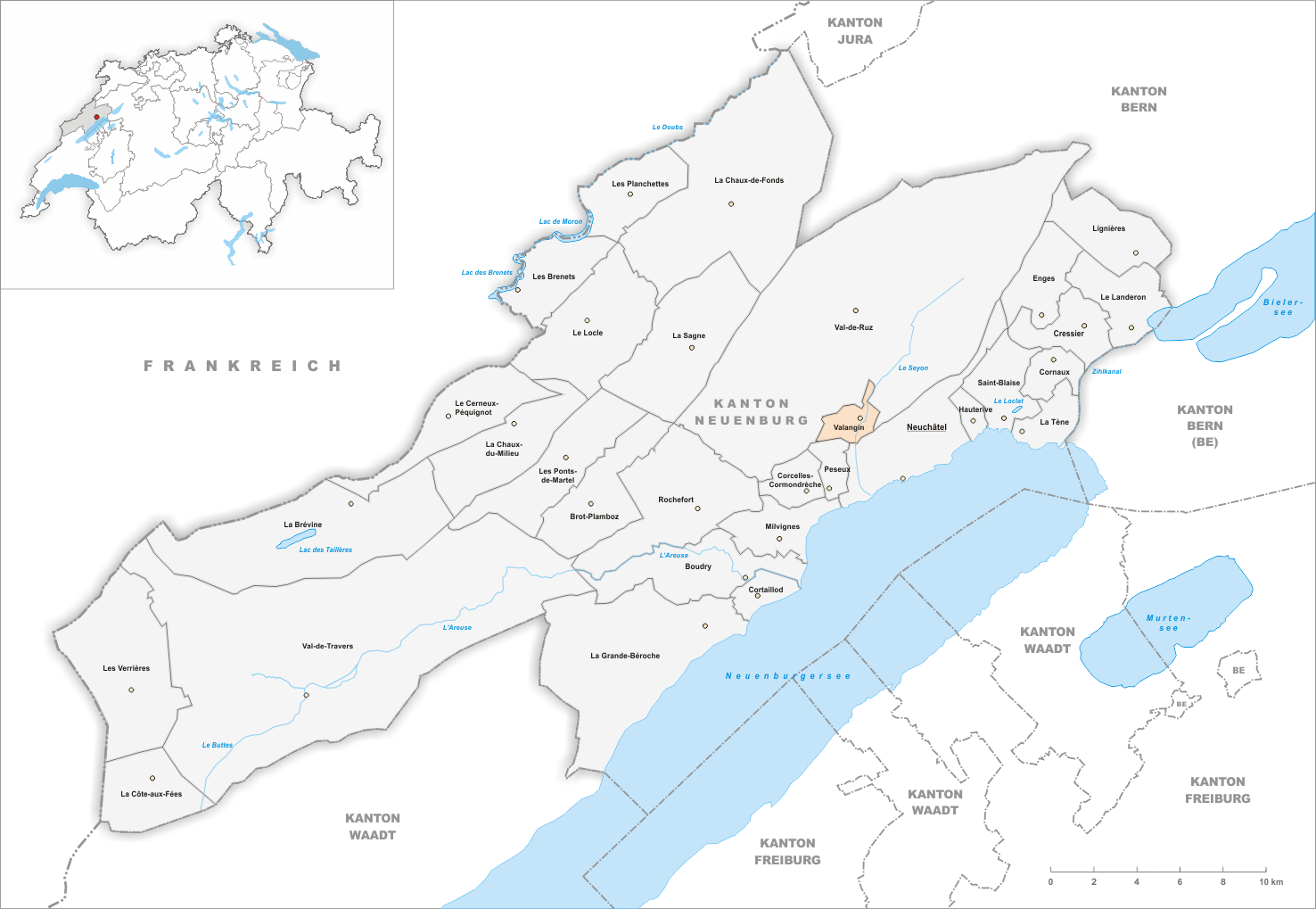
Gemeindestand vor der Fusion am 1. Januar 2021

Valangin ist eine Ortschaft in der Gemeinde Neuenburg im Kanton Neuenburg, Schweiz. Der frühere deutsche Name Valendis wird heute nicht mehr verwendet, ebenso wenig die frühere Schreibweise Valengin.

## Geographie
Valangin liegt auf 651 m ü. M., 3 km nordwestlich des Stadtzentrums von Neuenburg (Luftlinie). Das Dorf erstreckt sich im Tal des Seyon an der Mündung des Seitenbachs Sorge im Süden des Val de Ruz im Neuenburger Jura. Es befindet sich am oberen Eingang in die Gorges du Seyon, das Durchbruchstal des Seyon durch die vorderste Jurakette.
Die Fläche des ehemaligen, 3,8 km² grossen Gemeindegebiets umfasste einen Abschnitt im Süden der Senke des Val de Ruz. Der Seyon und seine Zuflüsse, darunter die Sorge, sind in diesem Bereich des Beckens in bis zu 80 m tiefen Tälern eingesenkt. Unterhalb von Valangin tritt der Seyon in eine Schlucht ein, welche die Kette des Chaumont im Osten von der bewaldeten Höhe der Combe Perroud im Westen trennt. Der höchste Punkt befindet sich mit 800 m ü. M. am Westhang des Chaumont. Von der Gemeindefläche entfielen 1997 8 % auf Siedlungen, 51 % auf Wald und Gehölze, 40 % auf Landwirtschaft und etwas weniger als 1 % auf unproduktives Land.
Zu Valangin gehörten die Weiler La Borcarderie, 674 m ü. M. im Tal des Seyon, und Bussy (746 m ü. M.) im Becken des Val de Ruz westlich des Dorfes sowie einige Einzelhöfe. Nachbargemeinden waren Val-de-Ruz, Neuenburg und Peseux.

Historisches Luftbild aus 1500 m von Walter Mittelholzer von 1927

## Bevölkerung
Mit 509 Einwohnern (Stand 31. Dezember 2018) gehörte Valangin zu den kleineren Gemeinden des Kantons Neuenburg. Von den Bewohnern sind 87,0 % französischsprachig, 5,5 % portugiesischsprachig und 3,5 % deutschsprachig (Stand 2000).

## Politik
Die Stimmenanteile der Parteien anlässlich der Nationalratswahl 2015 betrugen: SP 34,4 %, FDP 26,3 %, SVP 13,4 %, GPS 12,2 %, PdA 7,1 %, glp 3,0 %, CVP 1,4 %, Nouveau Parti Libéral 1,0 %, BDP 0 %.

## Wirtschaft
Valangin war lange Zeit ein hauptsächlich durch die Landwirtschaft geprägtes Dorf. Heute leben die Bewohner vom Handwerk, vom lokalen Kleingewerbe (Sägerei und Schlosserei) und vom Tourismus. Zahlreiche Erwerbstätige sind auch Wegpendler und arbeiten vor allem in Neuenburg.
Eine Sonderstellung am Ort nimmt die aus einem 1979 gegründeten Ein-Mann-Vertrieb für Filmausrüstungen und Projektoren hervorgegangene Belval S.A. ein. Mit 15 Beschäftigten werden hier weltweit gefragte Testgeräte für Solarzellen und Solarmodule gefertigt. Aber auch automatische PV-Zellensortierer oder Geräte zur Simulation von Sonneneinstrahlung werden hier hergestellt. Im Juli 2007 wurde Belval vollständig vom Produktionsstraßenhersteller 3S Industries AG übernommen und 2008 in Pasan umbenannt.

## Verkehr
Die Ortschaft ist verkehrsmässig gut erschlossen. Sie wird von der autobahnähnlich ausgebauten Schnellstrasse, die Neuenburg mit La Chaux-de-Fonds verbindet, umfahren. Hier zweigt die Kantonsstrasse von Neuenburg nach Dombresson von der Schnellstrasse ab. Durch die Buslinie, die von Neuenburg via Cernier nach Villiers verkehrt, ist Valangin an das Netz des öffentlichen Verkehrs angeschlossen. Von 1949 bis 1969 wurde die Gemeinde ausserdem durch den Trolleybus Neuenburg und den Trolleybus Val de Ruz bedient. Die beiden Netze grenzten in Valangin aneinander, es verkehrte eine durchgehende Gemeinschaftslinie von Neuenburg nach Cernier, die Linie 4.

## Geschichte
Die Geschichte von Valangin ist eng mit derjenigen des gleichnamigen Schlosses verbunden. Die Herrschaft Valangin wird erstmals um 1150 in einer Schenkungsurkunde der Abtei Fontaine-André in Hauterive erwähnt. Um 1215 gelangte die Herrschaft an die Grafen von Aarberg, einen Zweig der Grafen von Neuenburg aus dem Hause Fenis. Die Herrschaft Valangin umfasste das gesamte Val de Ruz und reichte bis La Chaux-de-Fonds und Les Brenets. Es kam aber bald zu Streitigkeiten zwischen Valangin, das seine Unabhängigkeit gegenüber Neuenburg wahren wollte und sich deshalb an den Bischof von Basel anlehnte, und dem Grafen von Neuenburg. In der Schlacht bei Coffrane errang Rudolf von Neuenburg 1296 einen Sieg gegen Valangin. Weil der Bischof von Basel danach versuchte, die Herrschaft Valangin an sich zu bringen, zerstörte Rudolf von Neuenburg auch den Flecken La Bonneville.
In der Folgezeit gehörte die Herrschaft Valangin teils den Grafen von Neuenburg, teils den Grafen von Montbéliard, bis sie 1592 endgültig an Neuenburg kam. 1536 schlossen sich die Bewohner von Valangin der Reformation an. Seit 1648 war Neuenburg Fürstentum und ab 1707 war der König von Preussen in Personalunion als erwählter Landesherr Fürst von Neuenburg und Valangin. Er erhob Valangin im gleichen Jahr zur Grafschaft. Im Februar 1806 musste König Friedrich Wilhelm III. im Traktat von Paris das ganze Gebiet an Napoleon I. abtreten. Es kam 1815 im Zuge des Wiener Kongresses an die Schweizerische Eidgenossenschaft, wobei die Könige von Preussen bis zum Neuenburgerhandel 1857 auch Fürsten von Neuenburg blieben. Bis ins 19. Jahrhundert war Valangin Standort eines Berufungsgerichts der Drei Stände und einer politischen Körperschaft (Bourgeoisie de Valangin), die 1852 aufgelöst wurde.
Am 1. Januar 2021 schloss sich die damalige Gemeinde Valangin gleichzeitig mit den damaligen Gemeinden Corcelles-Cormondrèche und Peseux der Gemeinde Neuenburg an.

## Sehenswürdigkeiten
Das Städtchen (Le Bourg) hat sein spätmittelalterliches malerisches Ortsbild bewahrt. Es nimmt eine Grundfläche von ungefähr 70 mal 50 m ein und besitzt eine Hauptgasse, die von Häuserreihen aus dem 16. bis 18. Jahrhundert flankiert und im Norden von einem Stadttor abgeschlossen wird, das im 15. Jahrhundert erbaut wurde.
Den südlichen Abschluss des Städtchens bildet der isolierte Burghügel mit dem Schloss Valangin. Dieses wurde in mehreren Etappen vom 13. bis zum 16. Jahrhundert errichtet und mit einer Ringmauer mit sechs halbrunden Türmen versehen. Der heutige Bau des Palas stammt aus dem 15. Jahrhundert. Er beherbergt heute das Regionalmuseum mit zahlreichen Ausstellungsobjekten zur Geschichte des Kantons Neuenburg.
Nördlich des Städtchens steht die reformierte Kirche, die ehemalige Stiftskirche Saint-Pierre, die 1500–05 erbaut wurde. Im Rahmen der umfassenden Restauration in den Jahren 1839 bis 1841 wurde der spätgotische Bau verkürzt und zeigt nun die Form eines griechischen Kreuzes. Im Innern der Kirche befindet sich das Grabmal des Kirchengründers und seiner Frau, Claude d’Aarberg und Guillemette de Vergy. Die 1588 erbaute Maison Touchon neben der Kirche beherbergt eine Kunstgalerie.
Ein schlossartiger Herrensitz befindet sich im Weiler La Borcarderie.

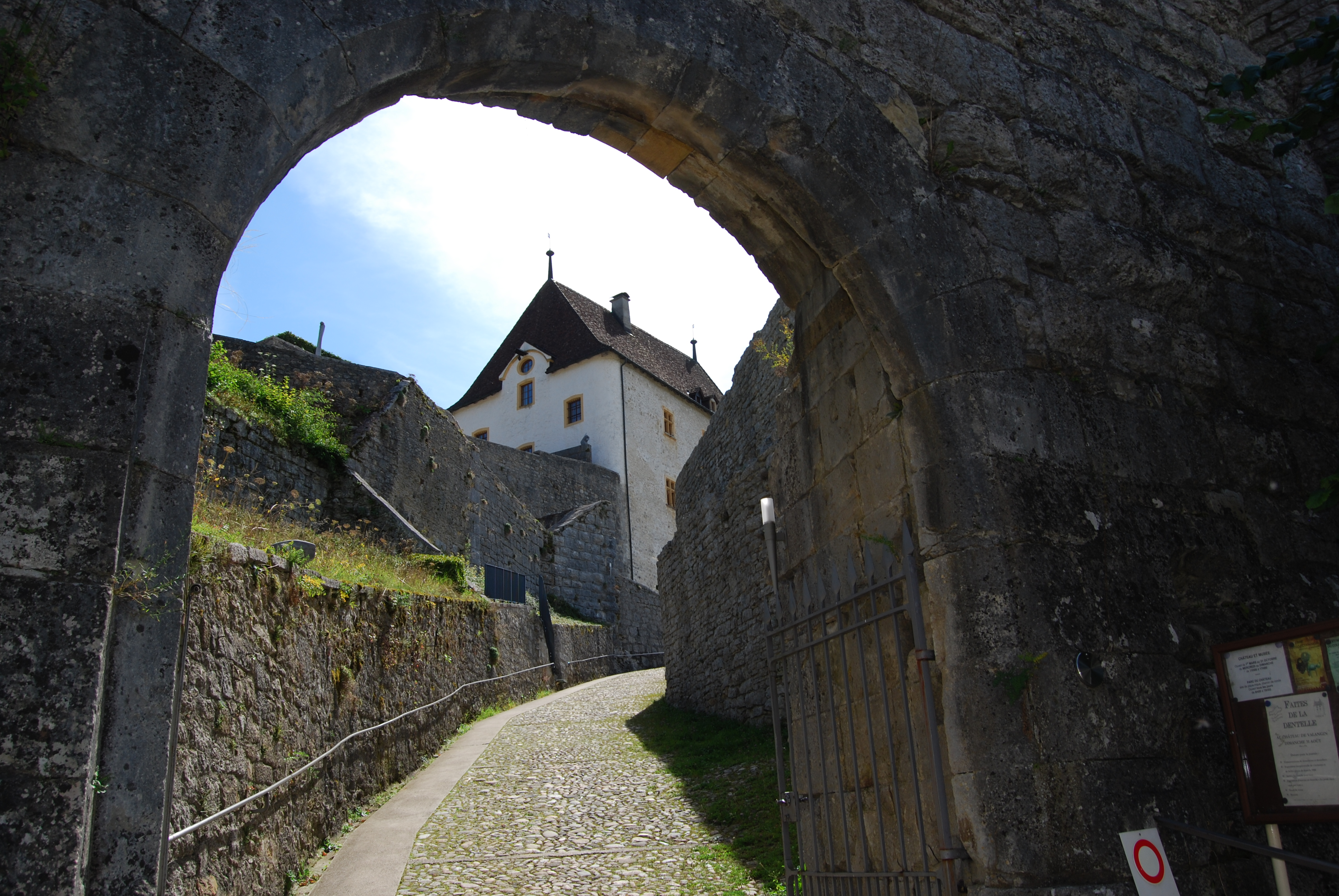
Blick auf das Schloss
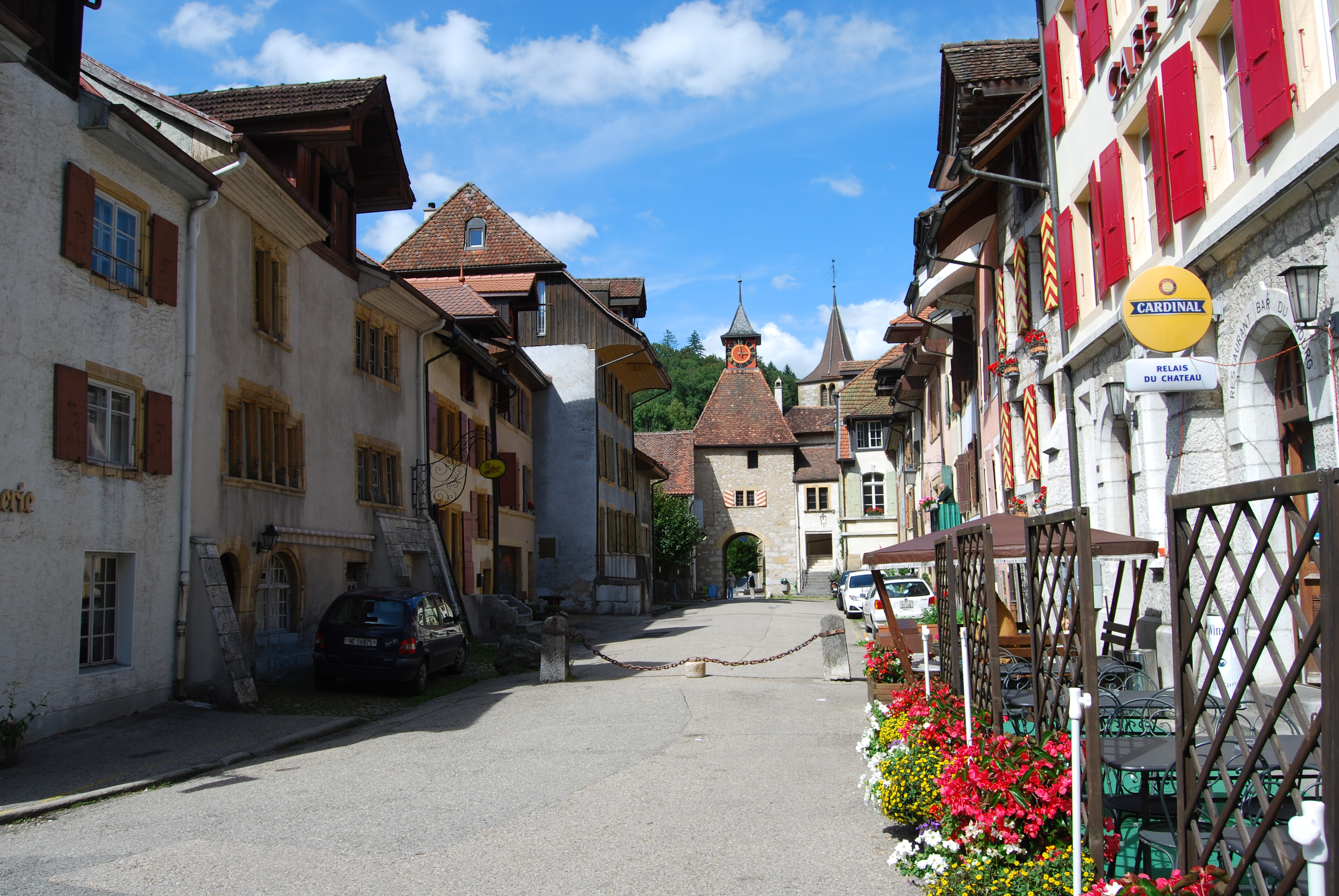
Die Altstadt (Bourg)
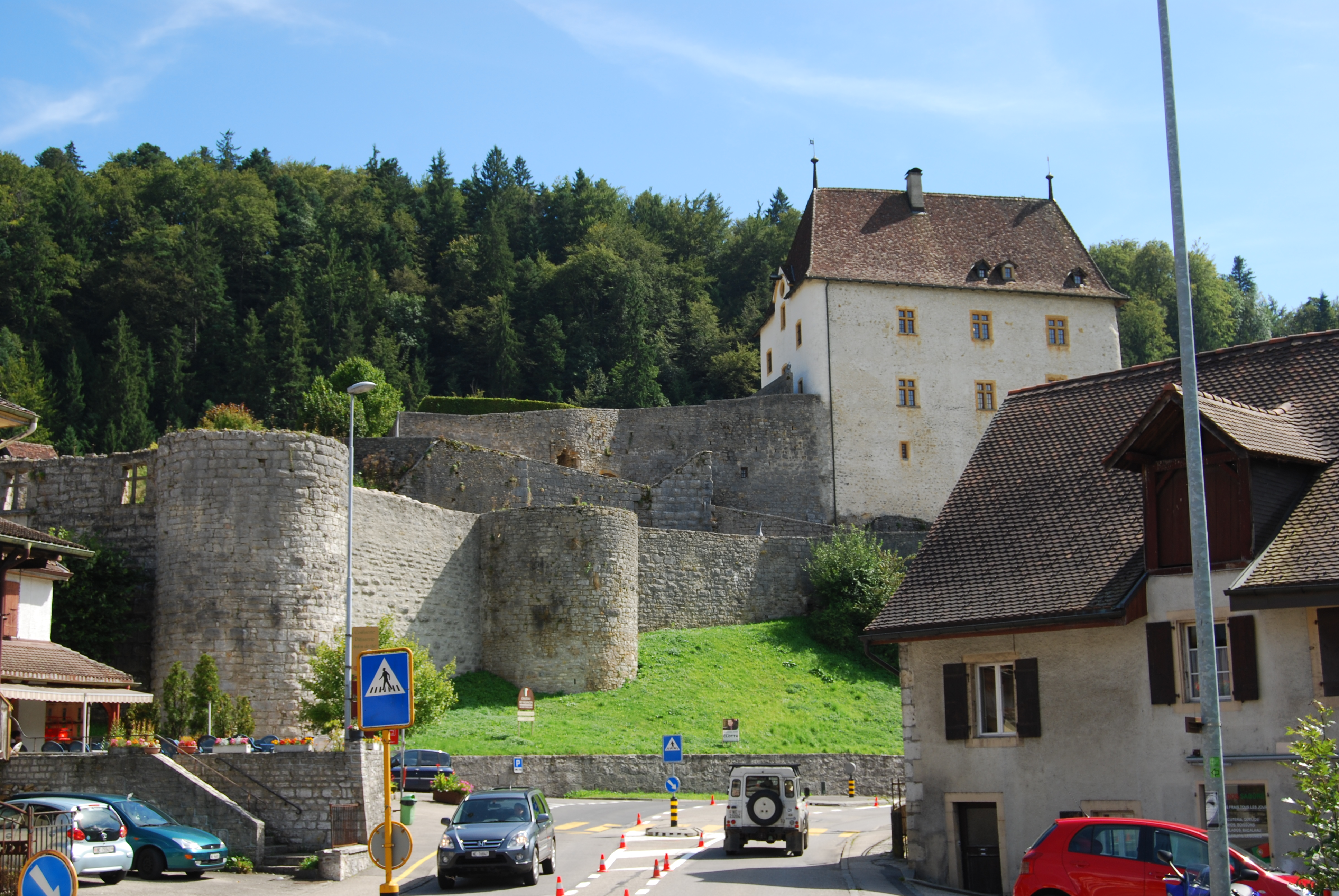
Schloss Valangin
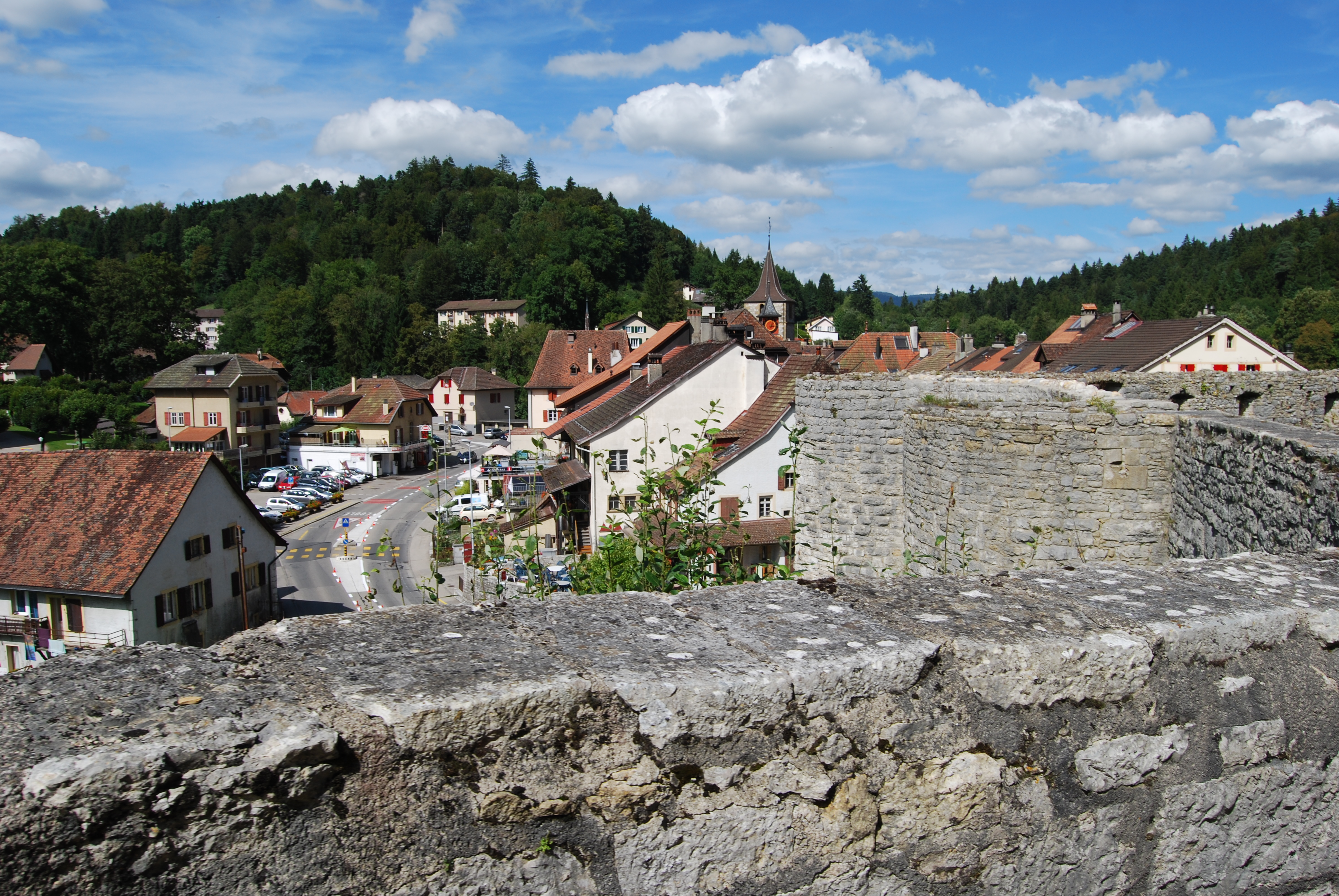
Blick von der Schlossterrasse
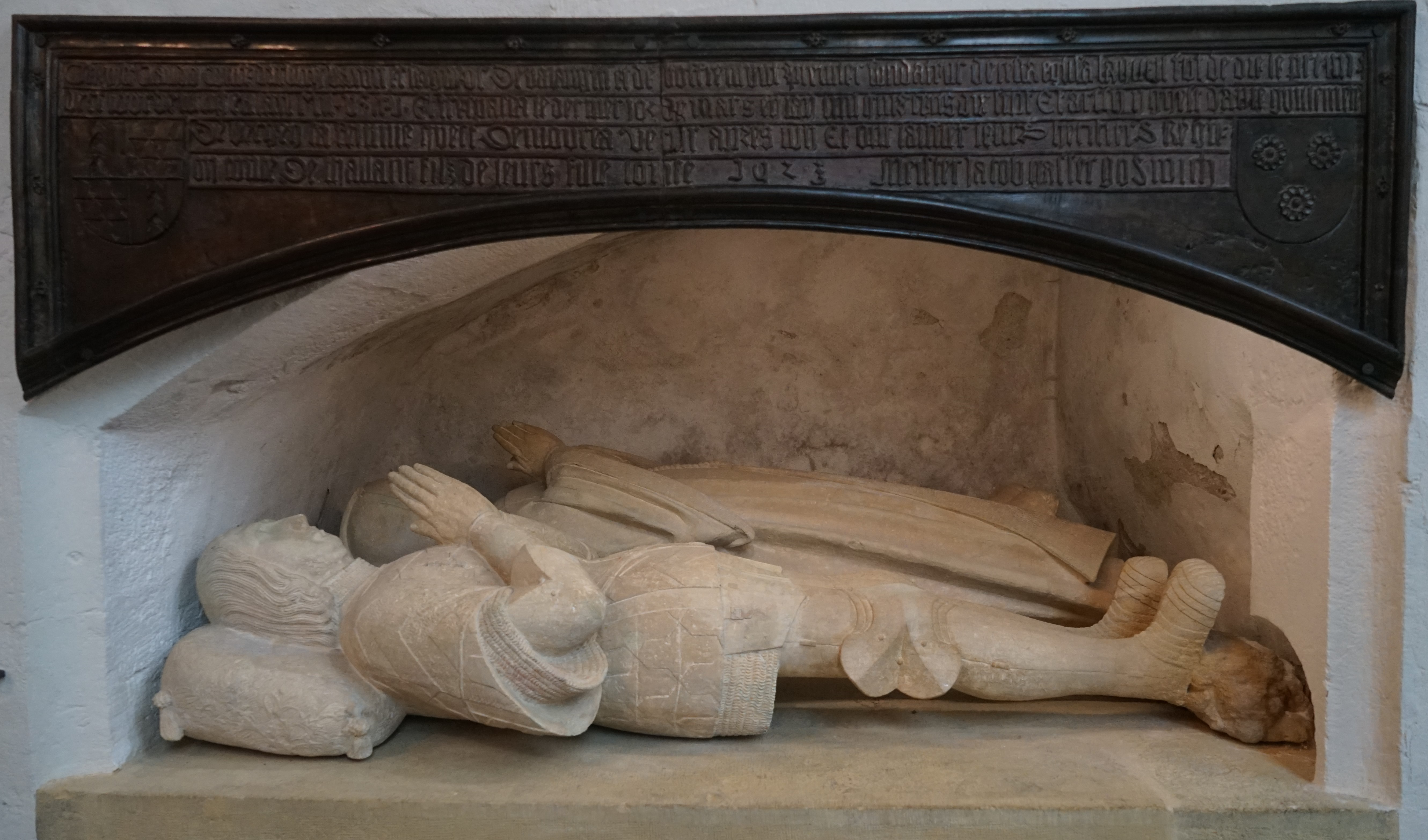
Grabmal der Kirchengründer

## Persönlichkeiten
- Guillemette de Vergy (1457–1543), Regentin der Herrschaft Valangin
- Jacques-Louis de Pourtalès (1722–1814), Ehrenbürger
- Robert Comtesse (1847–1922), Bundesrat
- Edmond Bille (1878–1959), Künstler
- Jean-François Balmer (* 1946), Schauspieler